# 超级账本
超级账本（英語：Hyperledger）是一个推动区块链跨行业应用的开源项目，由Linux基金会在2015年12月主导发起该项目，成员包括金融，银行，物联网，供应链，制造和科技行业的巨头。

## 歷史和目的
在2015年12月，Linux基金會宣布了Hyperledger項目的啟動。創始成員於2016年2月公布，隨後在3月29日，另外10名成員以及治理理事會被公開。在5月19日，Brian Behlendorf被任命為項目的執行總監。
該項目的目標是推動區塊鏈和分散式賬簿系統的跨行業發展與協作，重視性能和可靠性（相對於類似的數位貨幣設計），以支援主要的技術、金融和供應鏈公司的全球商業交易。該項目將繼承獨立的開放協議和標準，通過框架方法和專用模組實現，包括各區塊鏈的共識機制和存儲方式，以及身份服務、訪問控制和智能合約。

## Hyperledger的区块链平台

### Hyperledger Burrow
Burrow是一个包含了“built-to-specification”的以太坊虚拟机区块链客户端。其主要由Monax贡献，并由Monax和英特尔赞助。

### Hyperledger Fabric
Hyperledger Fabric是一个许可的区块链架构。其由IBM和Digital Asset最初贡献给Hyperledger项目。它提供一个模块化的架构，把架构中的节点、智能合约的执行（Fabric项目中称为"chaincode"）以及可配置的共识和成员服务。 一个Fabric网络包含同伴节点（Peer nodes）执行chaincode合约，访问账本数据，背书交易并称为应用程序的接口。排序节点（Orderer nodes）负责确保此区块链的一致性并传达被背书的交易给网络中的同伴们；以及MSP服务，主要作为证书权威（Certificate Authority）管理X.509证书用于验证成员身份以及角色。

### Hyperledger Iroha
Iroha是一个基于Hyperledger Fabric主要面向移动应用的协议，由Soramitsu贡献。

### Hyperledger Sawtooth
由英特尔贡献的Sawtooth利用一种新型共识机制称为时间流逝证明（Proof of Elapsed Time）一种基于可信的执行环境的彩票设计模式的共识协议由英特尔的Software Guard Extensions (SGX)提供。

## 外部連結
- 官方网站
- List of Hyperledger Members （页面存档备份，存于）